# Pellenes cinctipes
Pellenes cinctipes es una especie de araña saltarina del género Pellenes, familia Salticidae. Fue descrita científicamente por Banks en 1898.
Habita en México.